# Francisco Cajigal de la Vega

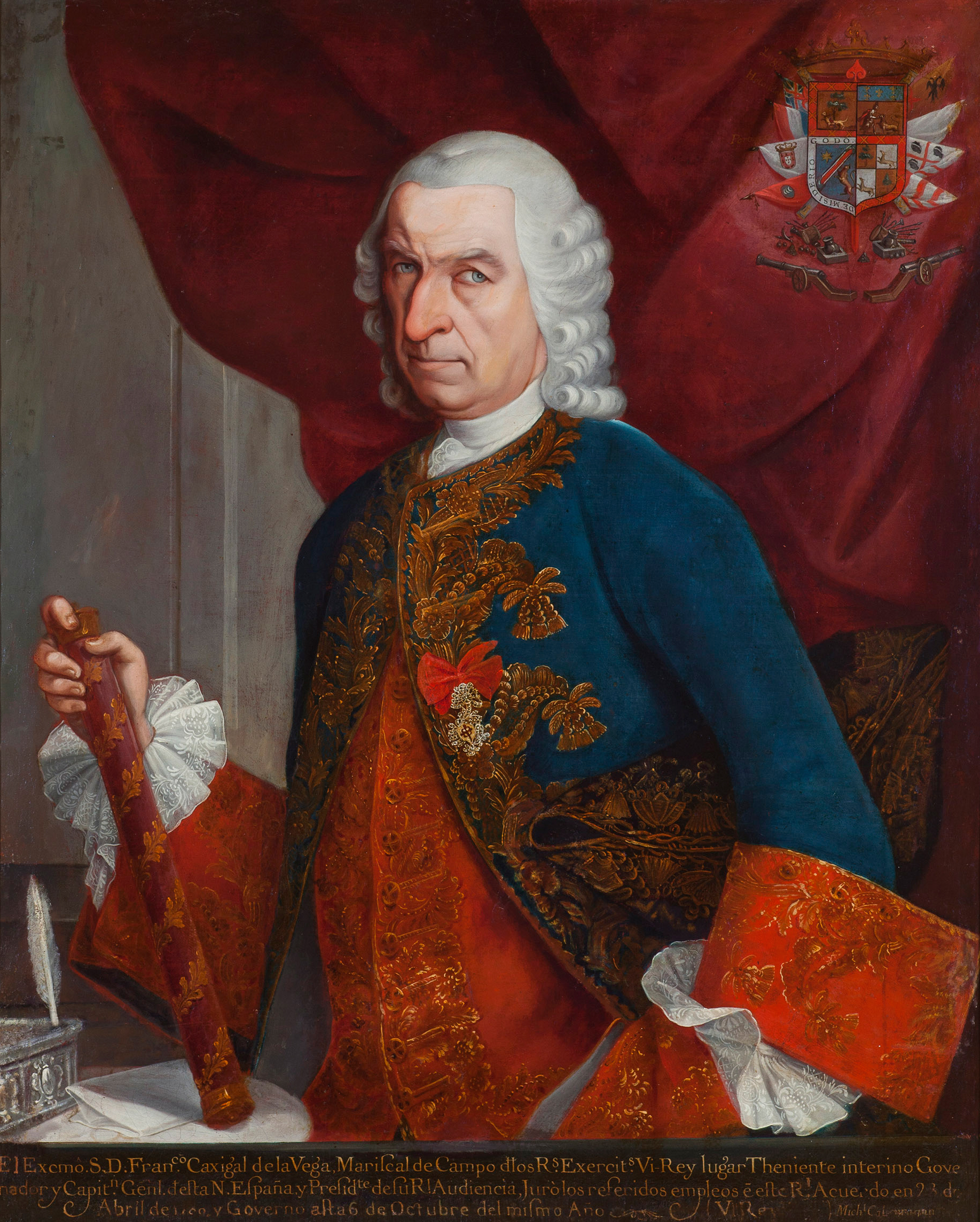
Francisco Cajigal de la Vega

Francisco Cajigal de la Vega (in abweichender Schreibweise auch Cagigal oder Caxigal) (* 1691 in Ribamontán al Monte, Provinz Kantabrien, Spanien; † 30. April 1777 in Madrid, Spanien) war ein spanischer Offizier und Kolonialverwalter, der als Gouverneur von Kuba und Vizekönig von Neuspanien amtierte.

## Leben

### Herkunft und Karriere in Europa
Francisco Cajigal entstammte einer Familie des spanischen Adels. Sein Vater war Graf (spanisch: conde) de la Hoz. Francisco trat in die Dienste der spanischen Armee und diente im Regiment der spanischen Garden.
Im Englisch-Spanischen Krieg von 1727 bis 1729 nahm er an der Belagerung von Gibraltar teil und begleitete den Feldzug der Spanier in Algerien und die Einnahme von Oran 1732.

### Amtszeit als Gouverneur von Kuba
König Philipp V. ernannte ihn als Dank für seine Loyalität und Verdienste zunächst zum Oberbefehlshaber von Santiago de Cuba. Als er dort 1741 eintraf, war der War of Jenkins’ Ear gegen die Briten im vollen Gange. Dabei kam es wohl zu Spannungen zwischen Cajigal und dem Gouverneur der Provinz Kuba, Juan Francisco de Güemes y Horcasitas.
Den Briten unter Edward Vernon war es gelungen, in der Bucht von Guantánamo zu landen; sie belagerten Santiago de Cuba vier Monate lang. Trotz negativer Intervention durch Gouverneur Güemes wurde Cajigal nach dem Abzug der Engländer 1745 zum Feldmarschall befördert.
Als Güemes zum Vizekönig von Neuspanien befördert wurde, übernahm 1747 schließlich Cajigal den Posten des Gouverneurs von Kuba. In seine Amtszeit fiel die Verteidigung der spanischen Befestigungen in Florida vor Angriffen durch britische Korsaren. Er ließ den Schiffsbau unter Hoheit der Real Compañia de la Habana fortsetzen, die sein Vorgänger errichtet hatte und ließ die Hafenbefestigungen von Havanna ausbauen. 1760 wurde er zum Generalleutnant befördert.

### Amtszeit als Vizekönig von Neuspanien
Im Februar 1760 starb in Mexiko-Stadt der amtierende Vizekönig von Neuspanien, Agustín Ahumada y Villalón. Die versiegelten Instruktionen für den Todesfall, die der Real Audiencia von Mexico vorlagen, sahen Cajigal als übergangsweisen Nachfolger vor.
Cajigal verließ Havanna am 28. März und erreichte Mexiko-Stadt am 28. April 1760. Während seiner kurzen Amtszeit bis zum Oktober senkte er Steuern, um die Wirtschaft weiter anzukurbeln und hob die Handelsbeschränkungen für Eisen und Stahl sowie für Produkte aus Florida auf.
In Finanzfragen war er wohl wenig zimperlich und verkaufte Posten in Justiz und Zollverwaltung. Vorwürfe, die wegen Korruption gegen ihn erhoben wurden, konnten nicht bewiesen werden. Mit der Thronbesteigung durch Karl III. wurde eine Generalamnestie erlassen, die aufgrund zahlreicher Ausnahmeregelungen in Mexiko wenig Wirkung hatte.
Er erhöhte die Mannschaftsstärke des Heeres im Vizekönigreich auf dreitausend Mann und ernannte seinen Sohn zum Kompaniebefehlshaber der Kavalleriegarde in Neuspanien.
Im Oktober 1760 übergab er das Vizekönigreich an Joaquín de Montserrat und ging wieder als Gouverneur nach Havanna. Dort blieb er bis zum folgenden Jahr.

### Rückkehr nach Spanien
1762 kehrte er nach Spanien zurück. Karl III. berief ihn in seinen Kriegsrat. Im Siebenjährigen Krieg zog er noch einmal unter dem Befehl von Pedro Abarca, dem Grafen von Aranda in Spanien und Portugal ins Feld. 1768 übernahm er den Vorsitz im Kriegsrat. 1777 starb er in Madrid.